# Drežniške Ravne
Drežniške Ravne (Duits: Raunach) is een plaats in Slovenië en maakt deel uit van de gemeente Kobarid in de NUTS-3-regio Goriška. De plaats telde 140 inwoners op 1 januari 2020.